# Błąd ostateczny
Błąd ostateczny (ang. Terminal Error) – amerykański film sensacyjny z gatunku science fiction z 2002 roku w reżyserii Johna Murlowskiego. W filmie występują Michael Nouri, Marina Sirtis, Matthew Ewald i Timothy Busfield.

## Opis fabuły
Dochodzi do serii groźnych awarii. Okazuje się, że jest to wina wirusa komputerowego, który bardzo szybka rozprzestrzenia, zakłócając funkcjonowanie całego miasta. Tragedię mogą powstrzymać jedynie właściciel przedsiębiorstwa programistycznego Brad (Michael Nouri) i jego syn Dylan (Matthew Ewald).

## Obsada
- Michael Nouri jako Brad
- Marina Sirtis jako Alex
- Matthew Ewald jako Dylan
- David Wells jako Russ
- Timothy Busfield jako Elliot
- Audrey Wasilewski jako Kathy
- Robert Covarrubias jako Kenny
- Rick Cramer jako detektyw
- Kim Delgado jako Franklin
- Jane Yamamoto jako Miriam
- Scott Clifton jako Jock

i inni